# Kees Kreukniet
Cornelis Pieter (Kees) Kreukniet (Stokkum, 17 juni 1894–Waalsdorpervlakte, 28 oktober 1944) was een Nederlandse verzetsstrijder in de Tweede Wereldoorlog. Hij hielp bij het drukken en verspreiden van de Haagse verzetskrant Ons Ochtendblad.
Kreukniet vergaarde postuum internationale bekendheid omdat zijn lichaam pas 78 jaar na zijn dood geïdentificeerd kon worden.

## Levensloop
Kees Kreukniet werd in 1894 geboren als zoon van Cornelis Pieter Kreukniet en Dionisia Cornelia Gent in het Gelderse dorp Stokkum.
Kreukniet woonde zijn hele leven in Den Haag. Hij was getrouwd met Hendrika Cornelia Leonarda Nijs en heeft geen kinderen gekregen. In 1916 startte hij bij de Haagse Gemeentewerken. Sinds 1941 werkte hij er als adjunct-kassier.
Tijdens de Duitse bezetting ging hij aan de slag bij het ondergrondse krantje Ons Ochtendblad, waar hij als medewerker van de Dienst Gemeentewerken voor het stencilen van het krantje zorgde. Toen het papier voor deze krant op een fout adres werd bezorgd, kon de bezetter de drukkerij opsporen. Op 8 oktober 1944 werd Kreukniet op heterdaad betrapt bij een inval door de Sipo aan Bierkade 4 in het pand van de Dienst Gemeentewerken. Hij werd gearresteerd wegens het drukken en verspreiden van "illegale lectuur".
Kreukniet werd door de nazi's opgesloten in het Oranjehotel in Scheveningen. Hij werd er verhoord, maar verraadde zijn kameraden niet. Sindsdien was er nooit meer iets van hem vernomen. De nazi's verkondigden dat hij aan een longontsteking was overleden, doch bij de opgraving in 1947 werd duidelijk dat hij vermoedelijk geëxecuteerd was door een vuurpeloton.

## Postuum
Zijn overblijfselen werden drie jaar na zijn dood gevonden in een massagraf op de Waalsdorpervlakte. Zo werd onder andere zijn kunstgebit aangetroffen alsook een overhemd met het winkelmerkje van de Gebroeders Else, een kledingzaak aan de Vlierboomstraat, vlakbij Kreukniets woning in de Pippelingstraat in Den Haag. Ondanks overeenkomsten met Kreukniets identiteit kon destijds niet met zekerheid bevestigd worden dat het om zijn persoon ging en werden de stoffelijke resten met het bijschrift 'Onbekende Nederlander' (nr. 1397) begraven op Nationale Ereveld Loenen. Middels vervolgonderzoek en DNA-tests die pas decennia later mogelijk waren werd in 2022 alsnog onomstotelijk bevestigd dat het om het stoffelijk overschot van Kreukniet ging.